# Cora Vaucaire

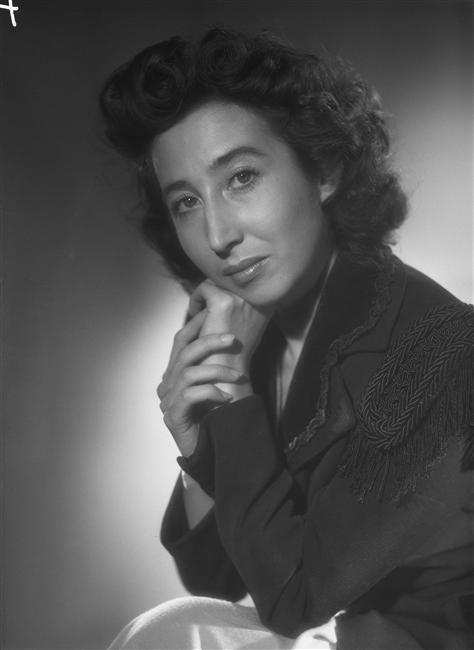

Cora Vaucaire (nacida Geneviève Collin, el 22 de julio de 1918 en Marsella, y fallecida el 17 de septiembre de 2011 en París) fue una cantante francesa, apodada « La Dama Blanca de Saint-Germain-des-Prés », esposa de Michel Vaucaire (1904-1980).

## Biografía y repertorio
Trabajó desde los años 30 en temas tradicionales y evolucionó hacia una canción más poética como manifiesta sus interpretaciones en el escenario de  poemas de Jacques Prévert (es la creadora de Feuilles mortes -"Las hojas de otoño"-, tema que popularizó Yves Montand). Se convirtió progresivamente en una de las mejores intérpretes de la "canción francesa". De repertorio variado y numeroso que incluye canciones ambientadas en el Medievo, (La Complainte du Roy Renaud o Le roi a fait battre tambour), creó también La Complainte de la butte -"El lamento de la colina"- para la película French Cancan (1955) de Jean Renoir; interpretó Trois Petites Notes de musique en la película Une aussi longue absence -"Una larga ausencia"- de Henri Colpi sobre un escenario de Gérard Jarlot y Marguerite Duras (Palma de Oro en el Festival de Cannes 1961). Esta película contribuyó a que saliera de un período particularmente oscuro.
Le gustaba cantar vodevil Fragson (Je ne peux pas -"No puedo"-), Yvette Guilbert (Quand on vous aime comme ça -"Cuando una ama así"-), a la vez que Le Temps des cerises (-"El tiempo de las cerezas"-), y hasta cantó La Internacional en tiempos de huelgas. 
Residió en Japón en los años 1980. En lo 90 reapareció y su carrera resurgió con grandes interpretaciones musicales, por ejemplo las del Théâtre Déjazet (Théâtre Libertaire de Paris) en 1992, las del Théâtre de La Comédie des Champs Élysée en 1997 o las del Théâtre des Bouffes du Nord en 1999.
Hizo también memorables interpretaciones de famosas canciones de otros como: Le Pont Mirabeau (poema de Guillaume Apollinaire, letra de Léo Ferré), Maintenant que la jeunesse (poema de Louis Aragon, música de Lino Léonardi) o L'Écharpe -"La bufanda"- (letra y música de Maurice Fanon).
Fue inhumada el 22 de septiembre de 2011 en el cementerio de Père-Lachaise.

## Discografía
- 1975: Cora Vaucaire au Théâtre de la Ville, Production Jacques Canetti.
- 1997: Cora Vaucaire 97 (o Cora Vaucaire en public, según la edición), grabado en la Comédie des Champs-Élysées.
- 1999: Cora Vaucaire aux Bouffes du Nord, interpretación grabada en noviembre de 1999 en el Théâtre des Bouffes du Nord de Paris (2 discos) — registro muy fiel al estilo de los "concierto-noche" de Cora Vaucaire.
- 1999: Cora Vaucaire, 2 discos, reedición de catálogo Pathé par EMI Music (4 CD).
- 2005: Cora Vaucaire, la dame blanche de Saint-Germain-des-près, disco EPM.

## Emisión radiofónica
- Le Bon Plaisir de Cora Vaucaire, emisión realizada en 1997, periódicamente difundida por France Culture.